# Ara oliwkowa
Ara oliwkowa (Ara ambiguus) – gatunek dużego ptaka z rodziny papugowatych (Psittacidae). Występuje od Nikaragui po Kolumbię. Krytycznie zagrożony wyginięciem.

## Taksonomia
Po raz pierwszy arę oliwkową opisał Johann Matthäus Bechstein w 1811. Holotyp pochodził z północno-zachodniej Kolumbii. Autor nadał nowemu gatunkowi nazwę Psittacus ambiguus. Obecnie (2020) Międzynarodowy Komitet Ornitologiczny (IOC) umieszcza gatunek w rodzaju Ara jako A. ambiguus. Niektórzy autorzy łączą ary: oliwkową i zieloną (A. militaris) w jeden gatunek (np. Gray [1859], Lawrence [1862], Sclater & Salvin [1879], Richmond [1893]). Choć stwierdzono przypadki hybrydyzacji między tymi arami, stanowią one dwa odrębne gatunki. Arę oliwkową odróżniają od zielonej następujące cechy:
- jest cięższa i większa (1265–1430 g wobec 972–1134 g)
- ma jaśniejszy odcień kolorów jej limonkowych i niebieskich piór
- pomarańczowoczerwony, a nie ciemnoczerwony, kolor na sterówkach
- czerwone (a nie czarne) linie na głowie u starych ptaków (szczególnie samic)
- inne preferowane środowisko, bardziej wilgotne i nizinne

IOC wyróżnia 2 podgatunki ary oliwkowej. Ptaki podgatunku A. a. guayaquilensis bywają uznawane za niewystarczająco odmienne od ptaków podgatunku nominatywnego, by opisywać je jako odrębny podgatunek. Niekiedy można spotkać zapis nazwy naukowej z epitetem ambigua, co jest niepoprawne, gdyż nazwa rodzajowa Ara jest męskoosobowa.

## Podgatunki i zasięg
IOC wyróżnia następujące podgatunki:
- A. a. ambiguus (Bechstein, 1811) – wschodni Honduras i Nikaragua przez Kostarykę i Panamę po północno-zachodnią Kolumbię[2]
- A. a. guayaquilensis Chapman, 1925 – zachodni Ekwador (prowincje Esmeraldas i Guayas)[2]

## Morfologia
Długość ciała wynosi 85–90 cm, masa ciała – 1265–1430 g. Wymiary szczegółowe według Roberta Ridgwaya (samce [2] i samice [5], w milimetrach):
| Płeć   | Długość skrzydła | D. dzioba | D. ogona | D. skoku  |
| ------ | ---------------- | --------- | -------- | --------- |
| samce  | 393–416          | 68–75     | —        | 33,5–34,5 |
| samice | 380–412          | 71–72,5   | 393–490  | 31,5–37   |

Czoło i kantarek porastają pióra czerwone (w odcieniu cynobrowym). Wierzch głowy zielony (wg Ridgwaya jabłkowy), w tyle szyi przechodzący w bardziej niebieskozielony. Grzbiet, barkówki, bliższe ciału lotki II rzędu oraz część pokryw skrzydłowych ma barwę żółtozieloną, zależnie od światła mogącą również wyglądać na złocistą, oliwkowobrązową. Pokrywy skrzydłowe większe oraz skrzydełko jasnoniebieskie. Pokrywy lotek I rzędu i same lotki I rzędu zielononiebieskie, z czarnymi stosinami. Kuper i pokrywy nadogonowe czysto niebieskie (o kolorze barwnika błękit Nilu). Środkowa para sterówek pomarańczowoczerwona, ku krawędzi nabiera stopniowo barwy najpierw żółtozieloną, następnie turkusową na obrzeżu; pozostałe z różnymi ilościami czerwieni i barwy niebieskiej, 6. para ma już całkiem niebieskie chorągiewki zewnętrzne. Spód skrzydeł, z wyjątkiem pokryw podskrzydłowych mniejszych, żółty; podobnie ubarwiony jest spód ogona. Wokół oka widoczny prawie nagi obszar skóry, porośnięty nielicznymi, czarnobrązowymi piórami. Pokrywy uszne, gardło, spód ciała i pokrywy podskrzydłowe mniejsze żółtozielone. Dziób czarny u nasady, dalej kolor przechodzi w rogowy. Tęczówka brązowa.

## Ekologia i zachowanie
Środowiskiem życia ar oliwkowych są wilgotne, nizinne lasy wiecznie zielone, w południowo-zachodnim Ekwadorze również i suche lasy z drzewami zrzucającymi liście. Pojawiają się również na obrzeżach tych środowisk i przekraczają tereny otwarte. Przeważnie odnotowywane poniżej 600 m n.p.m., okazjonalnie powyżej 1000 m n.p.m. i do 1500 m n.p.m. w Darién. W Panamie wędrówki na skalę lokalną mogą brać się z nieregularnego owocowania u Dipteryx panamensis. Ary oliwkowe żywią się owocami i nasionami różnych gatunków (zjadają również kwiaty), jednak w porze lęgowej szczególnej wagi nabierają właśnie nasiona i owoce D. panamensis. Drzewa te są szczególnie ważne dla ptaków również jako miejsca na gniazdo. Poza sezonem lęgowym przedstawiciele A. ambiguus często tworzą stada. Odzywają się głośno i ochryple, podobnie do innych ar.

### Lęgi
Okres lęgowy w Kostaryce trwa od grudnia do kwietnia (może skończyć się później), a w Ekwadorze od maja do października. Gniazdo znajduje się w dziupli drzewa. W zniesieniu około 3 jaj o przeciętnych wymiarach 5,5 na 4,5 cm. W niewoli inkubacja trwa blisko 26 dni. Po wykluciu młode ważą około 23 g. Opierzają się w pełni po 12–13 tygodniach życia.

## Status i zagrożenia

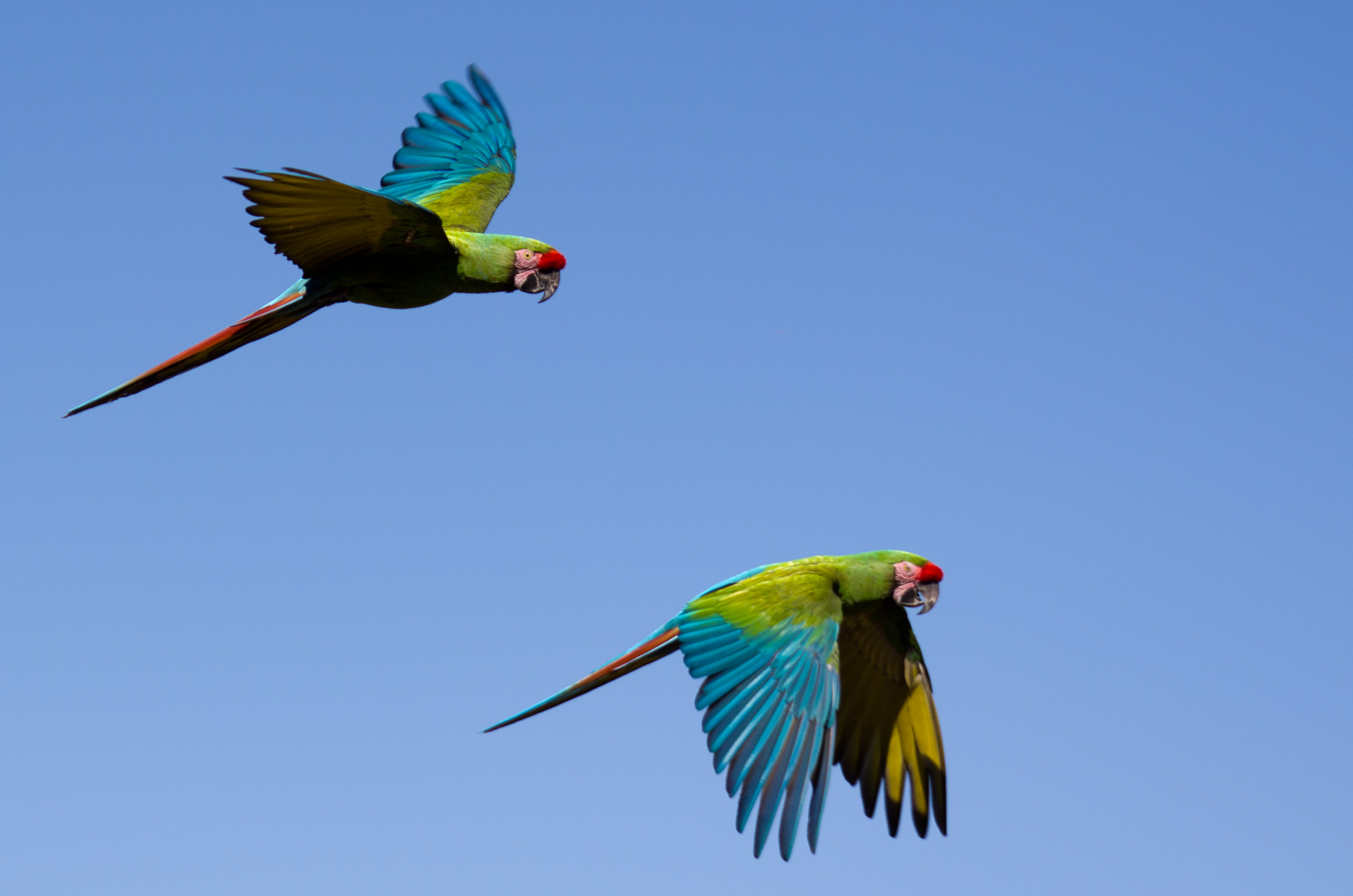
Ary oliwkowe w locie

Od 2020 roku IUCN uznaje arę oliwkową za gatunek krytycznie zagrożony (CR – Crtically endangered). W latach 2005–2020 była gatunkiem zagrożonym (EN – Endangered); wcześniej, w latach 2004 i 2000, gatunek otrzymał jeszcze niższą rangę – narażonego (VU, Vulnerable). Zagrożeniem dla gatunku jest utrata środowiska wskutek wycinki lasów pod uprawy bananowców i pastwiska dla bydła. W niektórych państwach, m.in. w Kostaryce i Ekwadorze, w XX wieku ary oliwkowe utraciły około 90% z pierwotnego zasięgu. W Ameryce Południowej postępuje osiedlanie się ludzi w bardziej odległych miejscach dzięki rozwojowi infrastruktury i budowie nowych dróg. Ponadto środowisko jest niszczone przez nielegalne uprawy krasnodrzewów, z których liści pozyskuje się kokainę, zakładanie kopalni złota i rolnictwo; ptaki bywają również odławiane, nawet na obszarach chronionych. Według stanu wiedzy z 1999, w zachodnim Ekwadorze intensywnie niszczono lasy celem uzyskania miejsca pod uprawy olejowców gwinejskich. Urbanizacja i rolnictwo przyczyniły się do wytępienia większości populacji A. a. guayaquilensis, a gdzieniegdzie ptaki tego podgatunku były odstrzeliwane jako szkodniki upraw. Ara oliwkowa jest uwzględniona w załączniku CITES I. Ostojami tych ar są Park Narodowy Darién (podniesiony do rangi rezerwatu biosfery) oraz Park Narodowy Los Katíos.